# Мошул
Мошул (на румънски: Moşul, старец) е загадъчен и добродушен герой от румънската митология, който пътува по света и съблюдава за спазването на морала от страна на народа. Някои историци свързват или отъждествяват персонажа с дакския бога Залмоксис или с римския Сатурн.
През 1935 г. 17-годишен неграмотен овчар на име Петраке Лупу от село Маглавит, Румъния заявява, че срещнал е Мошула. Лупу се опитва да създаде религиозно учение, според което Дакия трябва да стане духовен център на света.

## Употреба днес
През 1963 Мария и Карол Телбизови описват празник на българите в Банат, наречен Фършанги и отъждествяван със Заговезни. По време на карнавалните шествия на Фършанги по-възрастните мъже и жени обикалят улиците маскирани и се наричат „мошуле" („преправени“) Обикновено мъжете обличат женски дрехи, а жените мъжки.
Днес католиците от врачанското село Бърдарски геран, наследници на банатски българи, също празнуват Заговезни-Фърчанги според обичая с маскираните младежи-мошуле.